# Viirelaid (Udriku laht)
Viirelaid ist eine unbewohnte Insel, 20 Meter von der größten estnischen Insel Saaremaa entfernt. Die Insel liegt in der Landgemeinde Saaremaa im Kreis Saare. Sie liegt in der Bucht Udriku laht im Kahtla-Kübassaare hoiuala.
Viirelaid ist 70 Meter lang und 60 Meter breit.